# NGC 6633
NGC 6633 je otvoreni skup u zviježđu Zmijonosca. Otkrio ga je 1745. ili 1746. Philippe Loys de Chéseaux, a kasnije ga je neovisno otkrila i Caroline Herschel, zbog čega je uključen u katalog njenog brata Williama Herschela (Herschelov katalog) pod oznakom H VIII.72. 
Starost skupa procijenjena je na 600 milijuna godina.

## Amaterska promatranja
Duljina ovog skupa nepravilnog oblika je 27' (malo manje od punog mjeseca), a sjaji prividnom magnitudom od 4,6. Najsjajnija zvijezda od oko 30, koliko ih je u skupu, sjaji prividnom magnitudom od 7,6.
Oko 3° prema jugoistočno, u susjednoj Zmiji, nalazi se nešto veći skup - IC 4756.

## Vanjske poveznice
- (engl.) SEDS: NGC 6633
- (engl.) Hartmut Frommert: Revidirani Novi opći katalog
- (engl.) Izvangalaktička baza podataka NASA-e i IPAC-a
- (engl.) Astronomska baza podataka SIMBAD
- (engl.) VizieR
- (engl.) Auke Slotegraaf: NGC 6633 Deep Sky Observer's Companion
- (engl.) Courtney Seligman: Objekti Novog općeg kataloga: NGC 6600 - 6649
- (engl.) NGC 6633 @ SEDS
- (engl.) NGC 6633 i IC 4756